# Kfar Blum
Kfar Blum (hebrejsky כְּפַר בְּלוּם, doslova "Blumova vesnice", anglicky Kfar Blum, v oficiálním seznamu sídel Kefar Blum) je vesnice typu kibuc v Izraeli, v Severním distriktu, v Oblastní radě ha-Galil ha-Eljon (Horní Galilea).

## Geografie
Leží v nadmořské výšce 74 metrů v Chulském údolí v Horní Galileji, nedaleko horního toku řeky Jordán a cca 31 kilometrů severně od břehů Galilejského jezera.
Vesnice se nachází cca 42 kilometrů severně od Tiberiasu, cca 145 kilometrů severovýchodně od centra Tel Avivu a cca 70 kilometrů severovýchodně od centra Haify. Je situována v zemědělsky intenzivně využívaném pásu. Kfar Blum obývají Židé, přičemž osídlení v tomto regionu je zcela židovské. Výjimkou je skupina drúzských měst na Golanských výšinách cca 15 kilometrů východním směrem.
Kfar Blum je na dopravní síť napojen pomocí lokální silnice číslo 9778 a dalších místních komunikací, které na západ od vesnice ústí do severojižního tahu dálnice číslo 90.

## Dějiny
Kfar Blum byl založen v roce 1943. Zakladateli kibucu byla skupina mladých levicových sionistů z organizace ha-Bonim Dror, kteří již roku 1936 zahájili zemědělský výcvik v Kvucat Kinneret. V roce 1938 byla tato skupina posílena o židovské přistěhovalce z Pobaltí. Skupina pak až do roku 1943 pokračovala ve výcviku v osadě Binjamina. V listopadu 1943 se osamostatnili a přikročili k založení vlastní zemědělské vesnice. Kfar Blum je pojmenována podle bývalého francouzského předsedy vlády Léona Bluma, který v té době čelil pro své socialistické přesvědčení a židovský původ, pronásledování ze strany nacistů.
Roku 1949 měl kibuc 278 obyvatel a rozkládal se na ploše 1500 dunamů (1,5 kilometru čtverečního).
V Kfar Blum fungují zařízení předškolní péče a základní škola, do které dojíždějí i děti z okolních vesnic. V kibucu je obchod se smíšeným zbožím, lékařská ordinace, sportovní areály a společenské centrum. Ekonomika Kfar Blum je založena na zemědělství, průmyslu a turistickém ruchu (vodácké atrakce na řece Jordán, ubytování pro turisty). V obci se koná každoroční hudební festival zaměřený na vážnou hudbu. Obec přikročila k expanzi a nabízí pozemky pro výstavbu soukromých rodinných domů. Má tu vyrůst 164 vil.

## Demografie
Obyvatelstvo Kfar Blum je sekulární. Podle údajů z roku 2014 tvořili naprostou většinu obyvatel Kfar Blum Židé (včetně statistické kategorie "ostatní", která zahrnuje nearabské obyvatele židovského původu ale bez formální příslušnosti k židovskému náboženství).
Jde o menší sídlo vesnického typu s dlouhodobě stagnující populací. K 31. prosinci 2014 zde žilo 633 lidí. Během roku 2014 stoupla populace o 6,0 %.
| Rok            | 1948 | 1949 | 1961 | 1972 | 1983 | 1995 | 2001 | 2003 | 2004 | 2005 | 2006 | 2007 | 2008 | 2009 | 2010 | 2011 | 2012 | 2013 | 2014 |
| -------------- | ---- | ---- | ---- | ---- | ---- | ---- | ---- | ---- | ---- | ---- | ---- | ---- | ---- | ---- | ---- | ---- | ---- | ---- | ---- |
| Počet obyvatel | 426  | 278  | 565  | 564  | 617  | 548  | 508  | 509  | 497  | 490  | 482  | 478  | 498  | 435  | 461  | 477  | 546  | 597  | 633  |